# NGC 5495
NGC 5495 é uma galáxia espiral barrada (SBc) localizada na direcção da constelação de Hydra. Possui uma declinação de -27° 06' 28" e uma ascensão recta de 14 horas, 12 minutos e 23,5 segundos.
A galáxia NGC 5495 foi descoberta em 13 de Maio de 1834 por John Herschel.